# مسجد سیاوشان
مسجد سیاوشان مربوط به دوره قاجار است و در شیراز، محله سنگ سیاه، بازارچه حاج زینل واقع شده و این اثر در تاریخ ۲۰ آبان ۱۳۷۷ با شمارهٔ ثبت ۲۱۵۱ به‌عنوان یکی از آثار ملی ایران به ثبت رسیده است. در جای جای ایران کهن آثار مختلفی از آئین سیاوش برجای مانده است.  در ایران باستان آئین ها جایگاه ویژه ای داشتند. گفته میشود  مراسم سیاوشان در شیراز قدیم بسیار رایج بوده است تا انجا که مسجدی را وقف مراسم سیاوشان کردند و مسجد سیاوشان به این نام در خاطره ها ماندگار شد.